# Costruzionismo (teoria dell'apprendimento)

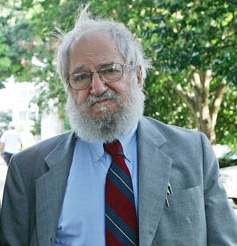
Seymour Papert

Il costruzionismo è una teoria dell'apprendimento, basata sulla teoria del costruttivismo, secondo la quale l'individuo che apprende costruisce modelli mentali per comprendere il mondo intorno a lui. Sostiene che l'apprendimento avviene in modo più efficiente se chi apprende è coinvolto nella produzione di oggetti tangibili. In questo senso il costruzionismo è connesso all'apprendimento esperienziale e ad alcune teorie di Jean Piaget.
Seymour Papert ha definito così il termine costruzionismo: 
(Seymour Papert, A New Opportunity for Elementary Science Education)
Le idee di Papert divennero note grazie alla pubblicazione del suo libro fondamentale Mindstorms: Children, Computers and Powerful Ideas (Basic Books, 1980). Papert ha descritto i bambini che creano programmi nel linguaggio di programmazione educativo Logo, paragonando il loro apprendimento come vivere nel "paese della matematica", dove imparare idee matematiche diventa naturale come imparare il francese mentre si vive in Francia.

## Principi generali
Il costruzionismo è un processo di apprendimento grazie al quale si tenta la costruzione di rappresentazioni, più o meno corrette e funzionali, del mondo in cui si interagisce. Tale teoria sostiene che l'apprendimento è più efficace quando le persone sono occupate attivamente e hanno a che fare con oggetti tangibili del mondo reale; questo è il collegamento maggiore con l'apprendimento esperienziale sviluppato dalle idee piagettiane.
Il costruzionismo di Papert, al contrario però, si focalizza sull'arte dell'apprendimento, o di "imparare ad imparare"; ci spinge a riflettere su come si formano le idee, come vengono trasformate ed espresse attraverso i media.
Sposta l'attenzione sulla conversazione con i singoli allievi, tanto che l'insegnante costruzionista assume il ruolo di mediatore.
Come Piaget, Papert crede che i bambini siano i costruttori dei loro strumenti cognitivi e della loro realtà esterna. Ma a differenza del suo collega afferma che "immergersi" nelle situazioni, piuttosto che guardarle da lontano e diventare un tutt'uno con il fenomeno oggetto di studio sia un potente mezzo di comprensione e un'ottima chiave per l'apprendimento.
La conoscenza e il mondo vengono costruiti e cambiati continuamente attraverso l'esperienza personale.
L'arte dell'apprendimento si può capire più semplicemente usando un aforisma dello stesso Papert:
"…Se un uomo ha fame gli puoi dare un pesce, ma meglio ancora è dargli una lenza e insegnargli a pescare…"; certo è che l'uomo dovrà conoscere la pesca e magari avere buone lenze, dovrà cioè conoscere lo "sfondo", la realtà in cui vive e gli strumenti (i saperi) per soddisfare i propri bisogni.
Lo studente è, infatti, il vero protagonista del suo processo di apprendimento, deve essere interessato e motivato alle nuove conoscenze: gli studenti che hanno successo sono quelli che trovano da soli la propria strada. Questo non è un autoapprendimento, perché è l'insegnante che deve disporre un ambiente disponibile, materiali adatti e delle attività didattiche interessanti che stimolino l'alunno a mettere in pratica e modificare la propria esperienza.
È per questo, che vi è la convinzione che i processi di insegnamento/apprendimento di tipo costruzionistico risultino facilitati se chi apprende è coinvolto nella soluzione di problemi riscontrabili nel mondo reale; se la conoscenza già esistente è attivata come base di partenza per la produzione di ulteriori e approfonditi stadi di conoscenza e se la conoscenza che ne emerge non è soltanto detta, ma è usata operativamente dall'allievo e integrata alle altre già presenti.
Questa forma di insegnamento collaborativo deve essere sostenuta da buone "lenze", cioè dal computer e dalle nuove tecnologie considerati strumenti per realizzare tecnologie della mente/corpo.
Il contributo di Papert è proprio in questo, riconoscere nelle nuove tecnologie lo strumento capace di rifondare la scuola, in quanto attraverso il computer è possibile realizzare ambienti inesplorabili concretamente ed ottenere un apprendimento più libero, invece, delle rigide regole imposte dai sistemi scolastici vigenti.

## Il linguaggio LOGO
In passato gli unici mezzi di insegnamento, informazione e comunicazione erano il discorso interattivo o il testo passivo con il quale non si poteva avere nemmeno un margine di scambio e/o confronto.
Oggi, invece, attraverso i computer e le nuove tecnologie abbiamo un diverso accesso alla conoscenza e possiamo modificare il modo di informare, ma anche di formare.
L'uso delle nuove tecnologie permette di rendere concreti concetti astratti, di esplorare aree non conosciute, di poter accedere a diversi saperi in qualsiasi momento senza limiti. L'utilità del computer è quella di permettere agli studenti di impegnarsi contemporaneamente in teoria e pratica, in una prassi complementare.
Secondo la teoria di Papert i bambini devono essere aiutati ad imparare e per questo ha coniato una frase: "…il costruttivismo e l'istruzionalismo sono i nomi di due approcci che porteranno all'innovazione didattica…" e continua: "L'istruzionalismo è la teoria che dice che per ottenere una migliore istruzione, dobbiamo migliorare l'istruzione, e se per far questo useremo i computer questi dovranno fare istruzione…".
L'istruzione che Papert ha dato al computer è il linguaggio LOGO, il più noto linguaggio di programmazione per fini didattici. Questa è versatile e facilmente accessibile. È nata nel 1967, come strumento per agevolare e migliorare l'apprendimento; le sue potenzialità sono esplicitate in "Mindstorms", libro pubblicato negli anni '80.
Inizialmente venne usato per muovere un robot, al quale venivano dati comandi base come camminare in avanti o indietro e girare a destra o sinistra; questi robot avevano una corazza simile a quella di una tartaruga, da lì il nome del cursore (che nelle prime versioni era un piccolo triangolo). In seguito divenne uno strumento grafico, trasferito sul computer e ad oggi è usato per disegnare e creare immagini.
Negli anni '80 il LOGO divenne più sviluppato e inizio ad essere utilizzato per scopi didattici, specie nei laboratori di geometria. Venne scoperto il carattere pedagogico di questo linguaggio: disegnare attraverso il logo è importante per l'esperienza degli alunni perché rispecchia il modo in cui ci si orienta nello spazio. Per questo il suo utilizzo, nelle scuole di ogni grado, è stato vantaggioso, perché permette anche ad un principiante di avere buoni risultati.
Oggi un bambino che usa il LOGO costruisce automi più complessi, della simpatica tartaruga triangolare, ne sono l'esempio diversi laboratori come i LEGO-ROBOT o i LEGO-LOGO che sono fondati sull'idea di costruzione e costruzionismo.
A scuola, dunque, le nuove tecnologie sono un passo importante, non solo come nuove fonti di sapere e finestre sempre aperte sul mondo reale, ma anche per migliorare le qualità dell'integrazione scolastica delle persone in situazione di handicap. Purtroppo questi nuovi mezzi non sempre riescono ad entrare nelle scuole, e quando riescono, molto spesso non sono usati come si dovrebbe, ma dovrebbe farci riflettere quanto affermato dallo stesso Papert a conclusione del suo libro "I bambini e il computer. Nuove idee per i nuovi strumenti dell'educazione":
"... Sarebbe straziante guardare nel futuro e vedere meravigliose reti telematiche di accesso al sapere a disposizione solo di alcuni, mentre altri ne sono esclusi o vedere che l'istruzione si è trasformata, ancora più che in passato, in un terreno di coltura dell'intolleranza e dell'odio... L'unica scelta razionale... consiste nel lavorare intensamente per incoraggiare il pluralismo educativo con l'impegno non solo di allargare i benefici a tutti coloro che ne hanno bisogno, ma di assicurarsi che coloro che decidono di non avvalersene lo facciano in base a una scelta consapevole."

## Gli ambienti multimediali
La multimedialità è la disponibilità di più mezzi, la produzione di diversi media gestita da un computer.
Papert in linea con questo, ha sviluppato il concetto di "micromondo", un modo per apprendere in maniera attiva e costruttiva. Il primo micromondo creato fu quello della "geometria della tartaruga", in cui attraverso dei comandi era possibile tracciare figure e disegni e scoprire le specifiche proprietà geometriche in esse presenti.
Questo concetto si sviluppa dall'idea che l'autore ha dei bambini, ossia individui che affrontano il mondo che li circonda attraverso l'immaginazione, l'avventura, la fantasia.
Questi ambienti virtuali di apprendimento non pretendono di sostituirsi a quelli concreti ma cercano di diventarne parte integrante. I temi affrontanti devo, quindi, rispecchiare problematiche e attività di vita quotidiana; suscitando curiosità, motivazione e interesse nei bambini. L'ambiente per l'apprendimento di Papert, serve agli alunni per concepire progetti e costruire saperi utili e sviluppare l'autonomia, in quanto, tali progetti non sono imposti ma orientati dall'insegnante e aggiustati dall'allievo all'emergere di ogni tipo di difficoltà.
Si può quindi affermare che i micromondi papertiani siano vere e proprie "palestre cognitive" in cui si procede per problem finding (individuazione di problemi) e problem solving (risoluzione di problemi).